# BD+14 4559
BD+14 4559は、地球からペガスス座の方向に約160光年離れた位置にある10等級の恒星である。

## 概要
| 太陽 | BD+14 4559 |
| ---- | ---------- |
| 太陽 | Exoplanet  |

BD+14 4559は質量と半径が共に太陽の8割程度で、光度は太陽の約3分の1ほどしかない。スペクトル分類ではK2V型もしくはK5型に分類される。
2009年にドップラー分光法（視線速度法）による観測で、BD+14 4559を公転する太陽系外惑星BD+14 4559 bが発見された。BD+14 4559 bは主星BD+14 4559のハビタブルゾーン内を公転しているとされている。BD+14 4559 bは少なくとも木星の約1.5倍の質量を持つとされるため、固体の表面を持たない巨大ガス惑星であると考えられるが、周囲に十分な大きさを持つ衛星が存在していれば、そこに液体の水が存在できるかもしれない。また、惑星との潮汐作用により衛星にプレートテクトニクスやダイナモ効果による磁場が発生する可能性もある。また、視線速度の観測から2.3 au以上離れたところに木星の2.4倍以上の質量を持つ第2の惑星の存在も示されている。
| 名称 （恒星に近い順） | 質量     | 軌道長半径 （天文単位） | 公転周期 (日) | 軌道離心率  | 軌道傾斜角 | 半径 |
| --------------------- | -------- | ----------------------- | ------------- | ----------- | ---------- | ---- |
| b (Pirx)              | ≥1.47 MJ | 0.777                   | 268.94 ± 0.99 | 0.29 ± 0.03 | —          | —    |
| c (未確認)            | >2.4 MJ  | >2.3                    | —             | 0（仮定）   | —          | —    |

## 名称
2019年、世界中の全ての国または地域に1つの系外惑星系を命名する機会を提供する「IAU100 Name ExoWorldsプロジェクト」において、BD+14 4559系はポーランドに割り当てられる惑星系となった。このプロジェクトは、「国際天文学連合100周年事業」の一環として計画されたイベントの1つで、ポーランド国内での選考、国際天文学連合 (IAU) への提案を経て太陽系外惑星とその主星に固有名が承認されるものであった。2019年12月17日、IAUから最終結果が公表され、BD+14 4559はSolaris、BD+14 4559 bはPirxと命名された。これらはポーランドのSF作家スタニスワフ・レムの作品や登場人物に由来している。Solaris は、話中に海洋惑星「ソラリス」が登場する、1961年刊行のレムの代表作 Solaris （邦題『ソラリスの陽のもとに』）に、Pirx は、1968年刊行の短編SF小説 Opowieści o pilocie Pirxie （邦題『宇宙飛行士ピルクス物語』）に登場する宇宙飛行士の名前に、それぞれちなんで名付けられた。